# Villa Bo

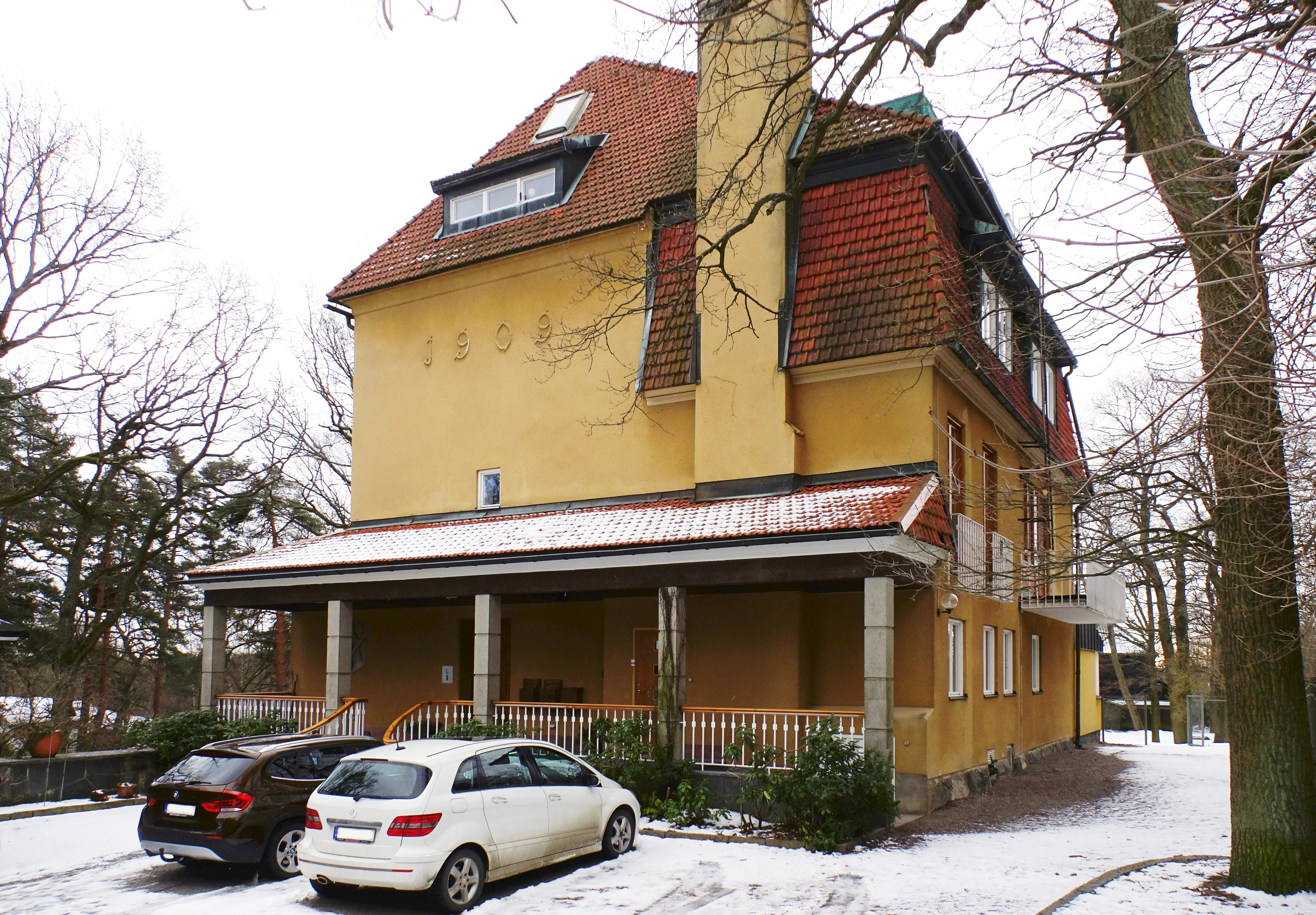
Villa Bo, 2017.

Villa Bo är en villa på Sirishovsvägen 24 på Södra Djurgården i Stockholm. Villan uppfördes 1909 och ritades och beboddes av den svenske arkitekten och ämbetsmannen Carl Möller.

## Historik

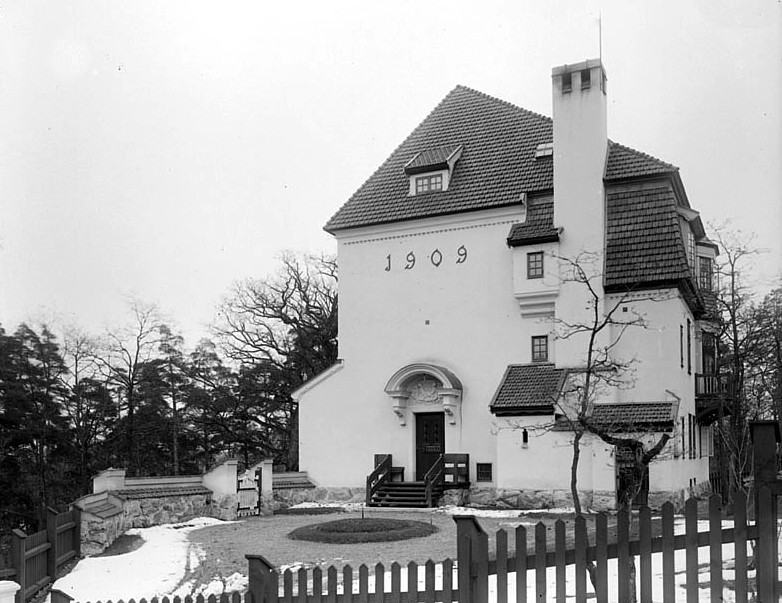
Villa Bo, 1909.

Villatomten som var ursprungligen på 500 m² utvaldes 1907 av kung Oscar II kort före dennes död och 1908 fick Carl Mölle upplåtelsehandlingarna för området. Tomten utökades sedermera till att omfatta 2 000 m². Villa Bo formgavs av Möller i jugendstil, och presenterades i tidskriften Idun 1910:19. Där menade Möller bland annat "mycket roligt finns det här i världen, men knappast något som är så roligt som att bygga, och alldeles säkert ingenting, som går upp mot att få bygga sitt eget hem". 
Tidningen prisade bland annat det "präktiga köksdepartementet som har två skafferiet med olika temperaturer" och den blänkande "kopparvasken" (diskbänken i kopparplåt) som var "Öfverintendentens speciella stolthet". Vidare uppmärksammades Dagmar Möllers stora musikrum "högt i taket som en kyrka". I rummen fanns konst av Carl Larsson och Anna Boberg. Interiören påminde, enligt tidningen, om samtida engelska villor där sov- och gästrum placerades högst upp i huset och öppna spisar anordnades mellan ytterväggarnas fönster. Här behövdes dock inte öppna spisar för uppvärmningens skull, ty huset hade ”en väl fungerande värmeledning”, alltså centralvärme.
Villan har senare blivit ombyggd och förlorade en del av sitt ursprungliga utseende. Bland annat är entréfasaden omgestaltad med en veranda över hela bredden. Efter 1965 ägdes villan av entreprenören Karl-Adam Bonnier men är numera ombyggd till flerfamiljsbostad.

## Fotografier, Idun 1910

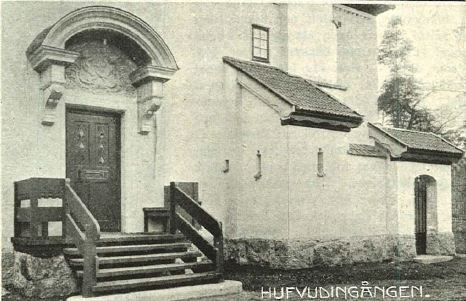
Entrén
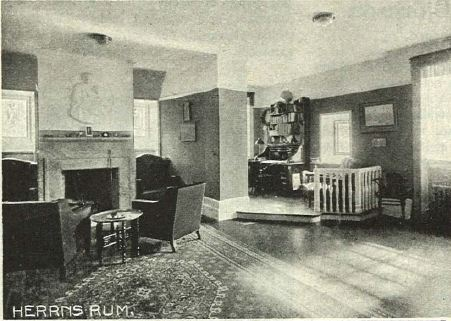
Herrens rum
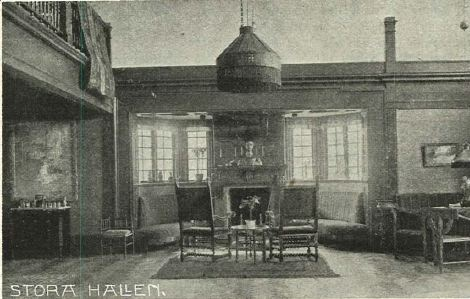
Stora hallen
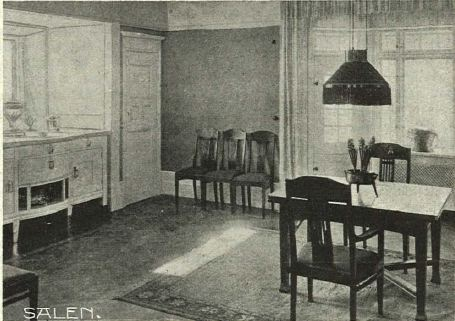
Salen

## Webbkällor
- Malmström, Krister: Carl O Möller i Svenskt biografiskt lexikon
- Veckotidningen Idun 1910:19